# Maydan Shahr
Maydan Shahr (persiska: میدان‌شهر), eller Maydan Shar (میدان‌شار), är en provinshuvudstad i Afghanistan.   Den ligger i provinsen Wardak, i den östra delen av landet, 30 kilometer sydväst om huvudstaden Kabul, 2 206 meter över havet. Maydan Shahr beräknades 2015 ha mellan 12 000 och 14 000 invånare.